# (4747) Jujo
(4747) Jujo (1989 WB) – planetoida z pasa głównego asteroid okrążająca Słońce w ciągu 5,2 lat w średniej odległości 3 j.a. Odkryta 19 listopada 1989 roku.